# Sceau du Sikkim
Le sceau du Sikkim, aussi appelé Kham-sum-ongdu est utilisé par l'état du Sikkim, au nord de l'Inde, comme emblème. Il était auparavant le symbole de la monarchie du Sikkim durant sa dernière période.
Le bouclier central, tenu par deux dragons, se compose du moulin à prières bouddhiste, khorlo et du gankyil en son centre. Au-dessus de celui-ci se trouve un heaume plus en rapport avec les blasonnements européens. Par-dessus le casque il y a la conque blanche dextrogyre, un pictogramme bouddhiste représentant le son omniprésent du buddhadharma exhortant les disciples à accomplir leur propre bien-être et celui des autres.
Le sceau comporte les mots tibétains Kham-sum-wangdu qui signifient littéralement « le vainqueur des trois mondes ».
Avec l'annexion du Sikkim à l'Inde en 1975, et avec l'abolition de la monarchie, le drapeau du Sikkim a été abandonné mais le sceau est resté.